# Luthern (Fluss)
Die Luthern (schweizerdeutsch Luthere) ist ein rund 28 Kilometer langer linker Nebenfluss der Wigger im Wahlkreis Willisau des Kantons Luzern und namensgebend für das Lutherntal (Luthertal).

## Geographie

### Verlauf
Die Quelle der Luthern liegt nördlich des Napf. Der Fluss ist besonders nach Gewittern zuerst ein stiebender Bergbach, welcher auf 2,5 km Distanz einen Höhenunterschied von 450 m überwindet. Dann erreicht er – immer nordwärts fliessend – als erste grössere Siedlung den Ortsteil Luthern Bad (875 m hoch; 4 km südlich des Dorfes Luthern). Er nimmt auf diesen ersten 6 km etliche kleine und grössere Bäche aus den Seitentälern auf. Die bedeutendsten, welche fast alle von links einmünden, sind der Längenbach, der Wilmisbach und der Walenbach. Von rechts kommen einzig der Spitzweidbach und der Wissenbach dazu.

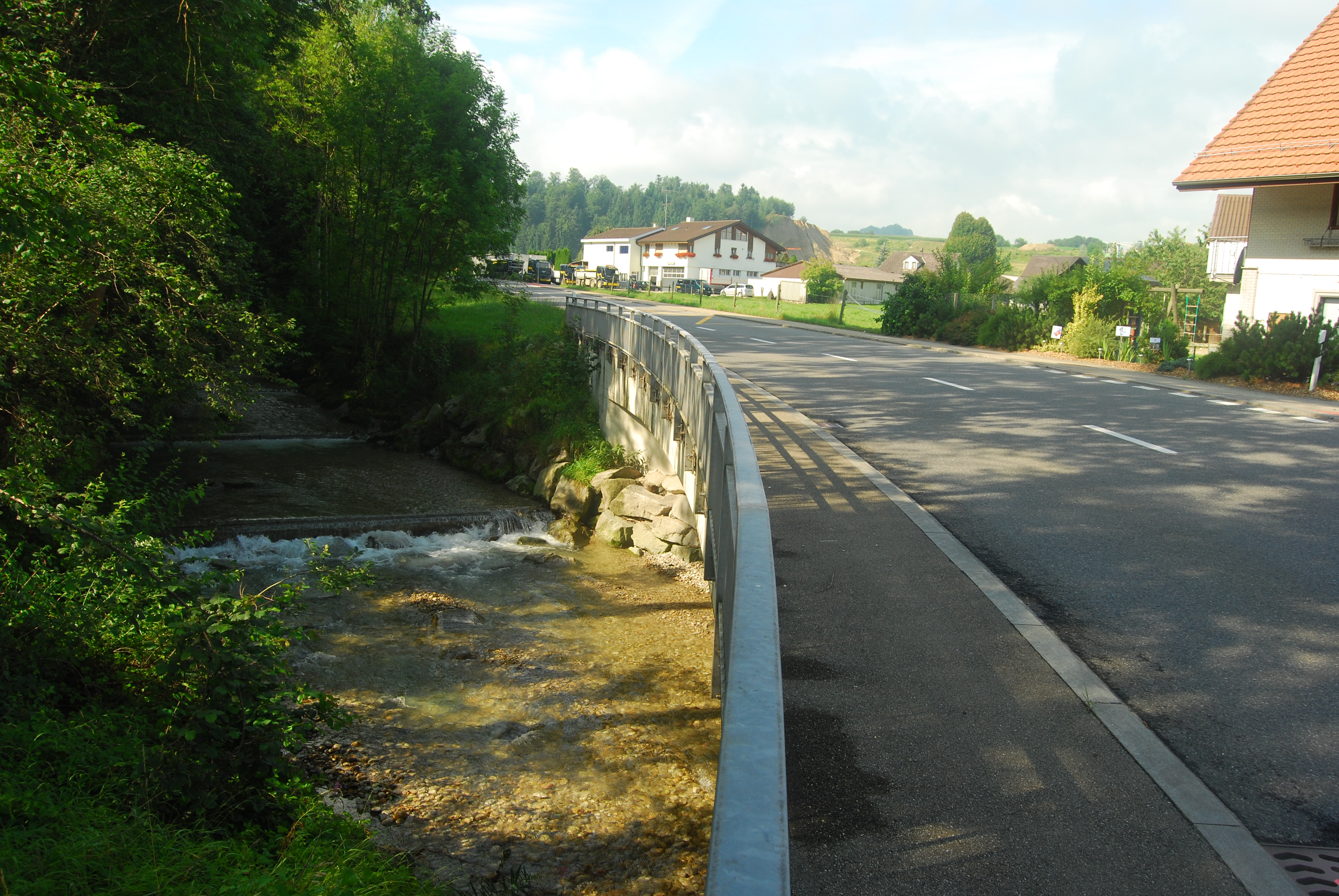
Die Luthern in Rufswil

Das hintere Lutherntal und die Seitentäler sind stark bewaldet, in den höheren Lagen gibt es auch einige Alpen. In den letzten Jahrzehnten hat sich die Waldfläche stark vergrössert, eine Entwicklung, die zu Beginn des 20. Jahrhunderts begonnen hat, als die Regierung im hinteren Gemeindeteil von Luthern viele kleine Höfe aufkaufte und die teils kargen Weiden aufforstete. Weiter nördlich überwiegen noch die Rodungsgebiete. Ohne ihre nördliche Richtung zu ändern, führt die Luthern weiter durch den Ortsteil Hofstatt (2,5 km nördlich vom Dorf; 705 m), Rüediswil (3,3 km nördlich; 696 m) bis zur Schachenfluh (683 m). Hier ist der tiefste und zugleich nördlichste Punkt der Gemeinde Luthern. In Hofstatt mündet von links der Älbech in die Luthern. Das Älbechtal (auch Flühlental genannt) ist ein westliches Seitental des Lutherntals. In diesem Tal liegt der Weiler Flühlen (2,5 km nordwestlich von Luthern Dorf; 772 m). Nördlich vom Älbechtal liegt auf der anderen Hügelseite ein Paralleltal. Dieses heisst Warmisbachtal und ist im Oberlauf komplett bewaldet (Hegewald).

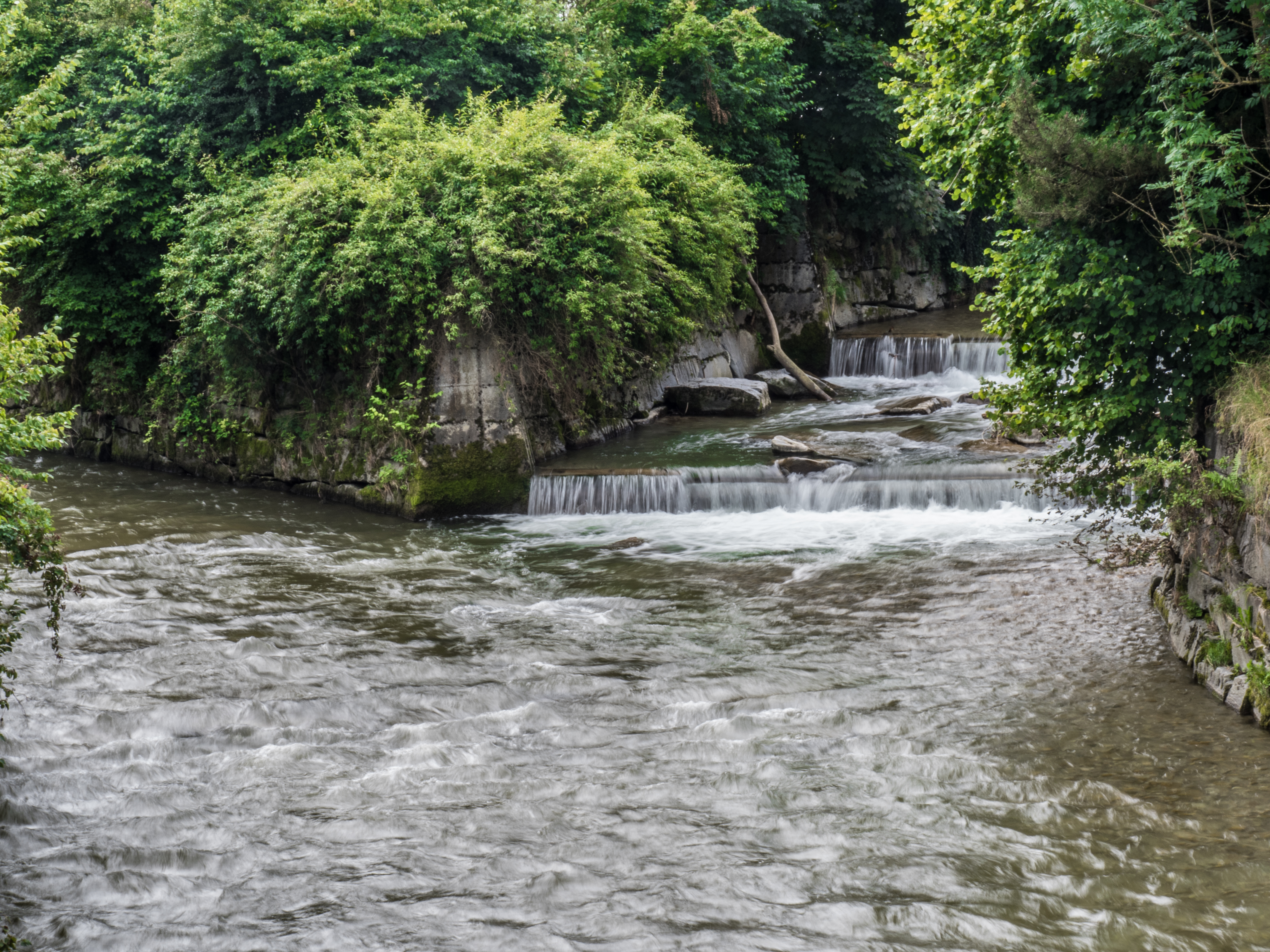
Mündung der Luthern (oben rechts) in die Wigger bei Nebikon

Der Warmisbach bildet die nordwestliche Gemeindegrenze von Luthern.
Das Waldgebiet, welches 47,5 % des Gemeindeareals von Luthern bedeckt, und die landwirtschaftliche Nutzfläche mit 47,8 % sind gleich gross. Daneben sind 3,5 % der Ortschaft Siedlungsfläche. Die Luthern führt weiter durch Hüswil, Zell, Briseck, Gettnau und Niderwil nach Schötz, wo sie 2010 ausgebaut wurde. Bei Nebikon mündet sie schliesslich in die Wigger.
Ihr etwa 27,9 km langer Lauf endet ungefähr 826 Höhenmeter unterhalb ihrer Quelle, sie hat somit ein mittleres Sohlgefälle von etwa 30 ‰.

### Einzugsgebiet
Das 104,68 km² grosse Einzugsgebiet der Luthern liegt im Schweizer Mittelland und wird durch sie über die Wigger, die Aare und den Rhein zur Nordsee entwässert.
Es besteht zu 32,9 % aus bestockter Fläche, zu 61,5 % aus Landwirtschaftsfläche, zu 4,9 % aus Siedlungsfläche, zu 0,3 % aus Gewässerfläche und zu 0,3 % aus unproduktiven Flächen.
Die Flächenverteilung
Die mittlere Höhe des Einzugsgebietes beträgt 748 m ü. M., die minimale Höhe liegt bei 484 m ü. M. und die maximale Höhe bei 1404 m ü. M.

### Zuflüsse
- Badneuhusbächli (rechts), 0,4 km
- Badbächli (links), 1,6 km, 0,83 km²
- Niespelbächli (links), 2,5 km
- Änzibach (links), 3,6 km, 3,07 km²
- Längebach (links), 2,9 km, 1,57 km²
- Chrutzibach (rechts), 2,0 km
- Wilmisbach (links), 3,9 km, 3,14 km²
- Walebach (links), 3,3 km, 2,01 km²
- Schwarzebach (links), 3,2 km, 2,18 km²
- Wydebächli (links), 1,7 km, 0,83 km²
- Älbech (links), 6,4 km, 7,76 km², 0,13 m³/s
- Eggstaldenbach (rechts), 0,7 km
- Rot (links), 7,9 km, 28,65 km², 0,44 m³/s
- Fröschlochbach (links), 1,7 km, 3,08 km²
- Stockibach (rechts), 2,3 km
- Lochbach (rechts), 1,7 km, 1,12 km²
- Lööwaldbach (links), 0,9 km, 0,58 km²
- Strickbach (links), 3,0 km, 2,32 km²
- Simbach (links), 1,9 km, 2,82 km²
- Rikenbach (Rike) (links), 5,6 km, 15,1 km², 0,22 m³/s

## Hydrologie
Bei der Mündung der Luthern in die Wigger beträgt ihre modellierte mittlere Abflussmenge (MQ) 1,65 m³/s. Ihr Abflussregimetyp ist pluvial inférieur, und ihre Abflussvariabilität beträgt 25.

## Brücken

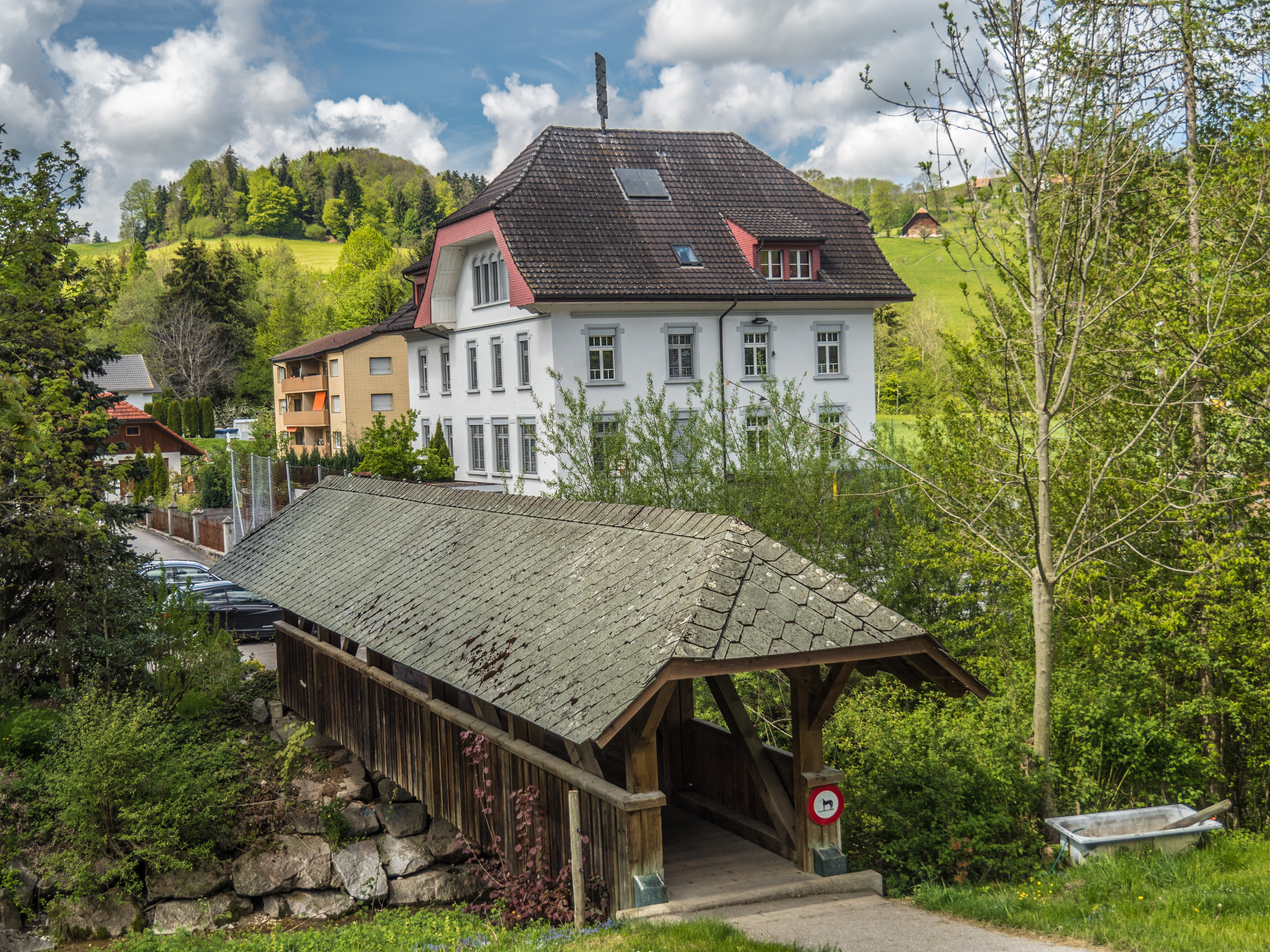
Gedeckte Holzbrücke in Hofstatt

Der Fluss wird von rund 60 Brücken überquert.